# Bandy Vereniging Nijmegen
Bandy Vereniging Nijmegen är en bandyklubb från Nijmegen, Nederländerna. Den är bland de bästa i landet och flera av  spelarna har spelat i det nederländska bandylandslaget.

## Kända spelare
- Johan Kuhnen, 12 VM.
- Marc Perenboom, 12 VM.
- Sander Heinsbroek, 11 VM.
- Twan Hengst, 11 VM.
- Jordan Braam, 11 VM.
- Mark van Dinter, 11 VM.